# 2021年12月恰帕斯州卡车事故
2021年12月9日，墨西哥恰帕斯州图斯特拉古铁雷斯发生了一起滿載移民的货车翻側的交通事故，造成至少54人死亡和58人受伤。當時貨車上有100多人，墨西哥当局认为，车祸可能是由貨車上人數過多超重造成的，這使得貨車在一个弯道上转弯时翻倒。目击者表示，貨車超速行驶並在一个急转弯时失控翻车。墨西哥外交部長马塞洛·埃布拉德表示，一些遇難者是外国人。大多数遇難者来自洪都拉斯。也有倖存者表示大部分人來自危地馬拉。恰帕斯州与危地马拉接壤，许多海地、中美洲国家移民通过该州进入墨西哥。